# Grapholita hylophanes
Grapholita hylophanes is een vlinder uit de familie van de bladrollers (Tortricidae). De wetenschappelijke naam van de soort is voor het eerst geldig gepubliceerd in 1928 door Meyrick.